# أبواب السماء
أبواب السماء هو فيلم مغربي من إخراج مراد الخودي سنة 2018، وبطولة كل من هدى الريحاني، فاطمة الزهراء بناصر، فاطمة هراندي، نسرين الراضي، أمال التمار، وآخرون.
يتناول الفيلم جانباً من المعاناة اليومية لسجينات محكوم عليهن بالإعدام، وما يعشنه من عذاب نفسي جراء انتظار لحظة تنفيذ الحكم.

## القصة
يحكي الفيلم قصة مجموعة من النساء دخلن أسوار السّجن، اختلفت جنحهن من واحدة إلى أخرى، وواجهن عقوبة الإعدام، وداخل المؤسسة السجنية يتعرضن لمجموعة من المواقف، التي تجعل كل واحدة منهن تعاني في صمت وليس لها أي معيل لمواجهة مشاكلها.

## روابط خارجية
- أبواب السماء على موقع IMDb (الإنجليزية)